# Caius Welcker
Jan Herman "Caius" Welcker (Alkmaar, 9 de julho de 1885 - 13 de fevereiro de 1939) foi um futebolista neerlandês, medalhista olímpico.
Caius Welcker competiu nos Jogos Olímpicos de Verão de 1908 em Londres. Ele ganhou a medalha de bronze.